# Matière grasse alimentaire
Pour les articles homonymes, voir Matière et Grasse.

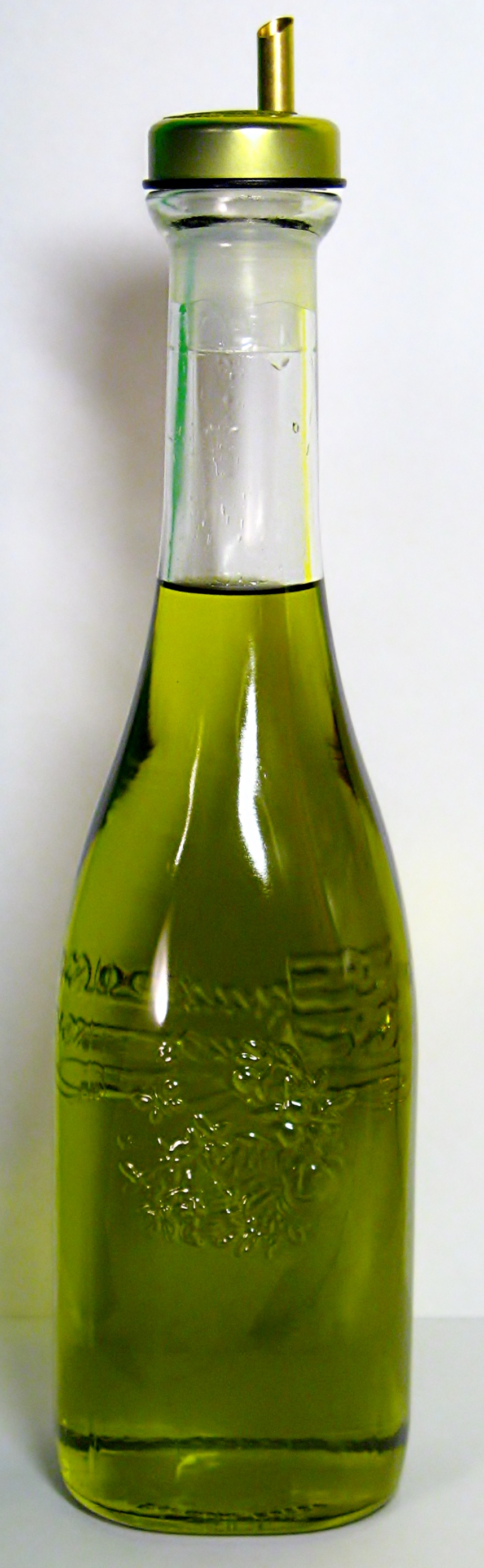
Une bouteille d'huile d'olive.

La matière grasse est un composant naturellement présent dans de nombreux aliments et elle constitue une part essentielle de l'alimentation humaine. Les huiles et graisses sont également appelées corps gras ou matière grasse.
Les corps gras sont majoritairement composés de triglycérides qui sont des esters constitués d'une molécule de glycérol et de trois acides gras. Les autres composants forment ce que l'on appelle l'insaponifiable.

## Nécessité des corps gras et danger des excès
Les corps gras contribuent à la santé humaine, particulièrement à celle de nos cheveux et de notre peau, et donnent  goût et saveur aux aliments. Certains sont essentiels et ne peuvent être synthétisés par l'organisme.
Cependant, l'excès d'acides gras, qu'ils soient saturés, mono-insaturés ou polyinsaturés, et surtout insaturés trans (AGT), doit dans la mesure du possible être évité dans les choix de consommation alimentaire. Toutes les matières grasses (beurre, huile, margarine) ont une teneur très élevée en lipides, mais ces derniers ont des propriétés et apports très différents, selon ces caractéristiques : insaturés cis plutôt bénéfiques à la santé, versus saturés ou insaturés trans plutôt néfastes.
Ainsi, de nombreuses recettes traditionnelles méditerranéennes ou françaises sont plutôt plus saines que les plats ou aliments industriels récents, contenant des graisses hydrogénées (acides gras trans, AGT) en trop grande quantité. Ce serait une des raisons du paradoxe français, selon lequel beaucoup de Français consomment plus de matières grasses que les Américains sans avoir les taux de maladies cardiovasculaires et infarctus constatés aux États-Unis. Le fait est que les Français consomment en moyenne trois fois moins de graisses trans (2,8 g/jour) que les Nord-Américains (plus de 8 g/jour), même si cet avantage tend à disparaître chez les plus jeunes,.

## Différentes sortes d'acides gras dans les aliments
- Les acides gras saturés sont présents dans les viandes et les produits laitiers, mais aussi dans certaines huiles et aliments raffinés.
- Les acides gras mono-insaturés cis sont présents dans l'huile d'olive et les olives, l'huile de colza, l'huile d'arachide et les arachides, la moutarde, le poulet, les œufs, le poisson, les fruits oléagineux (noix de Cajou et de macadamia).
- Les acides gras poly-insaturés cis sont présents dans certaines huiles (huile de tournesol, de carthame, de soja), dans les margarines polyinsaturées, dans le poisson, dans certains fruits oléagineux et dans les graines.
- Les acides gras trans résultent d'une hydrogénation partielle[3] (principalement industrielle) de graisses insaturées, fragiles (facilement oxydables), et en général liquides à température ambiante. Ils sont présents jusqu'à 5 %, voire 6 ou 7 % dans les graisses et viandes animales, mais aussi cachés dans de très nombreux aliments ou ingrédients industriels, et jusqu'à plus de 30 %. Ils sont encore plus nocifs pour la santé que les acides gras saturés, alors que beaucoup croient bien faire en remplaçant le beurre ou la crème par ces produits[4].

## Différentes sortes de corps gras

### Graisses alimentaires
La graisse est un tissu de stockage d'énergie. Le traitement de ce tissu par la chaleur permet d'éliminer les constituant cellulaires (adipocyte) et permet d'obtenir la graisse alimentaire. Les graisses sont solides à température ambiante. Les principales graisses alimentaires sont :
- graisse de canard ;
- graisse d'oie ;
- graisse de bœuf, appelé le suif;
- graisse de rognon de bœuf ;
- graisse de rôti ;
- graisse de porc, appelé le saindoux.

### Huiles alimentaires
Une huile alimentaire peut être solide ou liquide à température ambiante suivant sa composition (teneur en acides gras saturés, longueur de la chaîne carbonée des acides gras). Les principales huiles végétales alimentaires sont :
- huile d'amande ;
- huile d'arachide ;
- huile d'argan ;
- huile d'avocat ;
- huile de carthame ;
- huile de colza ;
- huile de coprah ;
- huile de graines de courge ;
- huile de lin ;
- huile de maïs ;
- huile de moutarde ;
- huile de noisette ;
- huile de noix ;
- huile de noix de macadamia ;
- huile d'olive ;
- huile de palme ;
- huile de palmiste ;
- huile du pistachier térébinthe ;
- huile de pépins de raisin ;
- huile de sésame ;
- huile de soja ;
- huile de tournesol.

### Margarines
Une margarine est une émulsion composée de graisses et d'huiles (hydrogénée pour la rendre solide, ou non hydrogénée) dispersée dans de l'eau.
Les principales margarines sont :
- margarine au colza ;
- margarine de cuisson ;
- margarine à l'huile d'olive ;
- margarine au soja ;
- margarine au tournesol.

L'hydrogénation crée notamment des acides gras trans, qui augmentent considérablement le risque cardio-vasculaire. La composition des margarines a récemment évolué vers nettement moins d'acides gras trans, et plus de graisses saturées.

### Beurres
Un beurre est une substance grasse d'origine laitière.
Sont également appelés « beurre », par similitude d'aspect, des matières grasses semi-solides d'origine végétale :
- beurre de cacao ;
- beurre de karité.

## Consommation
Pour des raisons techniques, il est temporairement impossible d'afficher le graphique qui aurait dû être présenté ici.

Évolution de la consommation de matières grasses dans le monde (1961 à 2013) :
- États-Unis
- France
- Brésil
- Japon
- Nigeria
- Inde
- Chine

| Rang | Pays       | Consommation par habitant (en g/personne/jour) | Consommation par habitant (en g/personne/jour) | Consommation par habitant (en g/personne/jour) |
| Rang | Pays       | Animale                                        | Végétale                                       | Total                                          |
| ---- | ---------- | ---------------------------------------------- | ---------------------------------------------- | ---------------------------------------------- |
| 1    | États-Unis | 81                                             | 99                                             | 180                                            |
| 2    | Belgique   | 103                                            | 70                                             | 173                                            |
| 3    | Islande    | 118                                            | 52                                             | 170                                            |
| 4    | Autriche   | 93                                             | 72                                             | 165                                            |
| 5    | Australie  | 79                                             | 81                                             | 160                                            |
| 6    | Suisse     | 90                                             | 70                                             | 159                                            |
| 7    | Hongrie    | 94                                             | 62                                             | 156                                            |
| 8    | Canada     | 72                                             | 84                                             | 156                                            |
| 9    | Grèce      | 58                                             | 97                                             | 155                                            |
| 10   | Espagne    | 58                                             | 96                                             | 155                                            |